# Cocodrilos de Caracas
Les Cocodrilos de Caracas sont un club vénézuélien de basket-ball évoluant en Liga Profesional de Baloncesto, soit le plus haut niveau du championnat vénézuélien. Le club est basé dans la ville de Caracas.

## Histoire
La ville de Caracas a connu diverses équipes qui ont joué dans les premières ligues nationales de basket-ball (Ahorristas de Caracas, Retadores de Caracas, Telefonístas de Caracas, Académicos de Caracas, Estudiantes de Caracas, Lotos de Caracas, Hálcones de Caracas). À la fin des années 1990, le Dr Guillermo Valentiner acquiert l'équipe de basket-ball de la capitale et la baptise Cocodrilos de Caracas. Lors de la première saison de l'équipe, elle a terminé à la cinquième place.  L'équipe a remporté sa première ligue nationale après seulement un an, en 1992.

## Palmarès
- Champion du Venezuela : 1974, 1992, 2000, 2008, 2010, 2016

## Entraîneurs successifs
- ? :  José Medalha
- 2008-2018 :  Néstor Salazar
- 2016- :  Nelson Solórzano

## Joueurs célèbres ou marquants
- Tanoka Beard
- Errick Craven
- Sam Clancy
- Derrick Obasohan
- Víctor David Díaz
- Julius Nwosu